# Грипич Ганна Іванівна
Грипич Ганна Іванівна (нар. 25 жовтня 1925, Опішня — пом. 3 квітня 2011) — українська майстриня керамічної іграшки та розпису; член Національної спілки майстрів народного мистецтва України з 1992 року.

## Біографія
Народилася 25 жовтня 1925 року в селі Опішні (нині селище міського типу Полтавського району Полтавської області України). У дитинстві навчилась ліпленню іграшок у своєї матері, а розмальовуванню гончарних виробів — у В. Шиян.
З 1943 по 1945 рік перебувала на примусових роботах у Німеччині. Протягом 1954—1960 років працювала в артілі «Червоний гончар»; у 1962—1963 роках — на заводі «Художній керамік»; у 1970–81 роках — на заводі «Керамік». Померла 3 квітня 2011 року.

## Творчість
Майстриня під час розмальовування посуду працювала у стилі підполивного розпису із використанням рослин. Її доробок представлений невеликими традиційними свистунцями у вигляді пташечок, білочок та інших тварин.
Брала участь у республіканських художніх виставках, керамічних симпозіумах, днях ремесел з 1987 року. Персональна виставка відбулася у Києві у 2000 році.
Вироби зберігаються у Національному музеї українського народного декоративного мистецтва у Києві, Національному музеї-заповіднику українського гончарства в Опішні, Музеї іграшки в Сергєєвому Посаді.